# 僕と彼女の×××
『僕と彼女の×××』（ぼくとかのじょのペケみっつ）は森永あいによる漫画作品。気弱な主人公・上原あきらと、尋常では無い美少女であるが破天荒で暴力的な性格を持つヒロイン・桃井菜々子の身体が入れ替わってしまうと言う設定の、学園ラブ・コメディー。2001年より雑誌上で連載され、本編8巻および番外編1巻にて完結。

## 概要
上原あきら・桃井菜々子・千本木進之介・椎名真琴、この4人の学園生活をメインとした男女人格交換ものの学園恋愛マンガ。キャッチ・コピーは新世紀型 愛憎悲喜物語（しんせいきがた ラブストーリー）。
初出は『月刊ステンシル』（エニックス（現スクウェア・エニックス）刊）で、2001年3月号から11月号まで隔月で連載。第5話までを掲載後一旦終了し、掲載誌を『月刊コミックブレイド』に移し2002年4月号（第1回）から2007年10月号（第33回）まで隔月で連載。さらに2007年11月号より『月刊コミックアヴァルス』に掲載誌を移籍し2011年9月号まで連載、同年10月にコミック8巻発売を以て終了した。

その後2012年6月よりマッグガーデン社の『WEBコミック Beat's』にて番外編がスタートし、翌7月-2013年3月まで隔月で新作を公開、同年5月に番外編と銘打ったコミックが発刊され、本作品は完全に終了となった。
2005年に読者プレゼント用にCDドラマ化、また実写映像化もなされた。
2007年11月頃に携帯コミック化された。
2011年10月のコミック8巻発売時に、限定版として再度CDドラマ化された。
2013年5月の番外編コミック発売時に、限定版として再度CDドラマ化され、16ページの小冊子も付属した。

## あらすじ

### 本編
高校一年生の上原あきらは、同じクラスの、非常に美少女ではあるが「野獣」とも呼ばれる桃井菜々子に一目惚れした。ある日、あきらは菜々子の祖父桃井萬造の「人間を小さくする機械」での人体実験の事故に巻き込まれ、二人の中身が入れ替わる。あきらは菜々子の身体を得、菜々子はあきらの身体を得てしまった。
菜々子との距離が一気に近づき喜びながらも自らの身体に戻ろうと必死なあきらに比べ、元々が男っぽい性格の菜々子は水を得た魚のごとく男としての生活を楽しみ、16年間慣れ親しんだ身体ながらも、本来の女の身体に戻ることにあまり興味を示さない。
そんな折、女の身体となってしまったあきらは親友であった千本木に惚れられてしまい、猛烈なアプローチを受ける。菜々子もやはり男の身体をもって、友人であった椎名と交際を始めることとなった。
はじめは男同士だと千本木のアプローチを頑なに拒んでいたあきらであったが、元々は小学生からの無二の親友と言うこともあり関係が良かったため、そしてあきらが元来女っぽい素養を持っていたためか、いつしかあきらも千本木を愛し、この二人も交際を始める。
その後、海外赴任していた菜々子の両親が一時帰宅。父親はがさつであった菜々子の中身があきらに入れ替わり、非常に女らしくなっていたことをいたく気に入り、あきらに対し、このまま入れ替わったままの生活を続けてくれないかと懇願する。しかしあくまで自分の身体を取り戻したいあきらはそれを拒み、萬造により新に作られた「入れ替えクン」により、二人の心と身体を元に戻すことになった・・・かに思われた。だが入れ替えの瞬間、あきらは千本木の事が気にかかり、入れ替え君から脱出してしまう。しかもこの際、事故により菜々子の父・憲司の身体が人形サイズにまで縮んでしまった(なお、作中では一連の機械は名称こそ異なるものの、動作原理は非常に似たもので、ひとたび事故が起これば身体が縮んだり伸びたり入れ替わったりと言った事が発生する)。
そしてあきらは菜々子の身体のまま、千本木と共に女としての人生を歩むことを決める。菜々子はやはりあきらの身体のまま椎名と共に男としての人生を歩むこととなった。
だが、その後縮んでしまった憲司を元に戻すためやはり萬造により作られた「デカデカくん」で、またしても事故が発生する。せっかく女としての人生を歩む決意を固めたあきらであったのに、本来の男の身体に戻ってしまったのだ。
一時はそれを喜んだあきらであったが、共に歩むと決めた千本木の事や、あきらの身体で菜々子と交際していた椎名の事が気にかかり、やはり菜々子の身体に戻りたいと考えるが、先の事故で萬造が記憶喪失に陥ってしまい、入れ替えクンを修理することができなくなってしまっていた。
そこで千本木は一大決心をし、理系コースに進み自らが機械を修理することを目指す。あきらも千本木に付き沿うかたちで進路を理系コースに変更する。
修理が可能となるのはいつになるかわからず、当面あきらは本来の男の身体のままで千本木と、菜々子もやはり本来の女の身体のままで椎名と交際を続けることとなるが、作中で登場する「よく当たるおっぱい占い師」によれば、将来は幸せになれると言う。
そして、成長した千本木が奈々子の身体に入ったあきらを「お姫様だっこ」するカットで、本編の全8巻は完結する。

### 番外編
その後刊行された9冊目の単行本「番外編」では、本編で描かれなかったエピソードもあるが、本編より後の話も描かれている。番外編巻末によれば、本編のその後は描かないつもりであったが、その後を描いて欲しいと言う人が多かったため、改めて番外編を描く事にしたと言う。
第3話では一時的ながら本来の女の身体に戻った菜々子は相変わらずがさつであり、椎名と言う彼女がありながら、せっかく女に戻ったんだから一回くらいは女としての性行為を経験して置こうと、千本木を押し倒しコトに及ぼうとするがこれは未遂に終わる。
そして改めての「最終話」では、7年の歳月を経てついに千本木が入れ替えクンの修理を成し遂げ、あきらは菜々子の身体を、菜々子はあきらの身体を得る事ができた。待ちに待たされた千本木は即座にあきらを別室に連れ込み押し倒し監禁し性行為に及ぼうとするが、この時にこれが成就したかは定かではない。
その後、あきらは千本木の子を宿し、同時期に菜々子の妻である椎名も子を宿した。出産は非常に痛いと聞くため不安を隠せないあきらであったが、ここで、菜々子と椎名が使うために、菜々子の依頼で(一体何の為に使うのかは全く明らかにされていないが)千本木が開発した「入れ替えクンポータブル」が萬造のために事故を起こしてしまう。今度はあきらと千本木が入れ替わってしまったのだ。その際のショックで陣痛が始まってしまい、急遽、千本木はあきら(本来は菜々子)の身体で出産を行うハメになってしまった。その後無事元にはもどったものの、あきらは不安だった出産を千本木が行ってくれたため助かったが千本木は暫く廃人状態であった、と言うところで、この改めての「最終話」と、12年間に渡って描かれた物語も幕を閉じる。
なお本編では、菜々子の彼女である椎名はあきらと菜々子の中身が入れ替わっている事をあきら・菜々子・千本木から隠されており、物語の終盤であきらと菜々子が本来のかたちに戻った時も、これが入れ替わっている状態であり、あくまで「上原あきら」と付き合っているものだと信じていた、と三人は考えていた。だが椎名はこの時に真実に感づいていた。番外編の巻末では、奈々子が椎名にプロポーズする際に、実は自分は上原あきらではなく本当は桃井奈々子であるという事実を告白しようとするが、「実は俺･･･」と切り出した途端、椎名に「知ってた」と返され、ずっと後ろめたかった？良心痛んでた？といじられる、と言うオチがついている。

## 登場人物
※声の記述はドラマCD版、「演」の記述は実写版
上原あきら（うえはら あきら）
声 - 野島健児 / 演 - 塩谷瞬
主人公。武蔵野学院高等学校の1年3組→2年4組。8月30日生まれの乙女座。
趣味は碁で、部活も囲碁クラブに所属。千本木とも碁を打つ。煮っころがしが一番の好物。成績も上位で運動神経も抜群な美青年。地味な性格のためクラスでも目立たない存在だった。菜々子に一目惚れし密かに想っていたが、桃井萬造の実験に巻き込まれる。思考は、いつでも前向きな捉え方である。1人だけで元に戻ろうと奮闘し、今でも菜々子が好き。だが告白はしておらず、物語の最終盤でようやく菜々子に、ずっとあなたが好きだったと伝えることができた。極度の奥手で、興奮するとすぐに鼻血が出る。
- 本稿では「あきら（体は菜々子）」に統一。

桃井菜々子（ももい ななこ）
声 - 沢城みゆき / 演 - 高橋真唯
ヒロイン。（黙っていれば）立てば芍薬座れば牡丹、歩く姿は百合の花。･･･ただし、黙っていれば、である。162cm、48kg、Dカップ。
男勝りで凶暴かつ横暴にして破天荒な性格。周りからは野獣と恐れられている。保健体育以外の成績はかなり悪く、いつも追試を受けまくっている。あきらと同じ高校にどうやって入学したのかは謎。祖父の実験であきらと入れ替わり、現在の状況を楽しんでいる。あきらの姿のまま真琴と付き合い始める。あきらへの想いには全く気付いていない。愛読書は『週刊ゴング』と『さ●』、そして「俺とアイツの×××」である。携帯は持っていない。
その男っぽくがさつな性格から、あきらの身体を手に入れてからは空手を始めるなど水を得た魚のように活発に活動。早々に女性を捕まえ性行為を経験し、また同級生の女友達・椎名と交際を始める。
なお周囲から見れば、野獣だった菜々子が、中身があきらになることで急に女らしくなり、そして物語終盤では野獣に戻ってしまったかたちであり、クラスメイトから1年生の時に戻ったみたいだなどと噂されている。
椎名との結婚後はアクションスターとして活躍中で、少なくとも香港映画に出演している。
- 本稿では「菜々子（体はあきら）」に統一。

千本木進之介（せんぼんぎ しんのすけ）
声 - 鳥海浩輔 / 演 - 藤沢大悟
あきらとは小学校時代からの親友。金髪に近い茶髪で髪は長め。修学旅行編頃から後ろを縛っている。
姉が3人いるためか女の扱いには慣れている。顔も頭も運動神経も良く、子供から人妻まで幅広い女性にモテる。あきらとは碁や人生ゲームでよく遊んでいた。あきらと菜々子の変化に驚くものの、あきら（体は菜々子）に好意を持ち半ば強引に言い寄る。あきらとは付き合いが長いため2人の秘密に気がつき、いつしかあきらを恋愛や性の対象と捉えだし、猛烈なアプローチをしかける。なお、かなり女慣れしており、あきらにアプローチしながらも他の女性と性行為を行なうなどしている。番外編第5話では、物語が始まる以前より、あきらに対し尋常ならざる好意を抱いていたことが描写されている。
椎名真琴（しいな まこと）
声 - 釘宮理恵 / 演 - 鈴木あきえ
菜々子とは高校からの親友。
体育時間中、菜々子（体はあきら）にお姫様だっこで保健室に運んでもらったことをきっかけにあきらと付き合う。お菓子作りが上手で、彼女の作るワッフルは絶品。寝相が悪く、神経は太い。あきらの周りでは唯一まともな人で、落ち込んだあきら（体は菜々子）の癒し的存在。
委員長
声 - 島﨑信長
2年に進級後のクラスの委員長。雑学ハカセでアルバム委員。
漫研所属で学園祭では『ロミオとジュリエット』のポスターを描いた。801系同人誌をコミケで販売する姿は『あひるの王子さま』にも登場していた。クラスメートの腐女子2人と仲が良い男性（制服は詰め襟）。あきら×千本木のボーイズラブ同人誌を執筆。番外編では商業誌デビューも果たしている。

### 上原家
上原美羽（うえはら みう）
声 - 斎藤千和
あきらの妹で小学生。結構ませている。男はワイルド系が理想で、以前は鈍臭い兄をバカにしていたが、菜々子（体はあきら）におしおきされて以来、兄を尊敬する。現在では、委員長の描いたあきら×千本木同人誌に感化され、兄萌え同人誌を購入する。
あきらの父（仮称）
あきらの父親。日曜日は家でパジャマでゴロゴロしている。頼りないあきらを心配していたが、菜々子と入れ替わってからは朗らかな家庭に。
上原明子（うえはら あきこ）
声 - 早水リサ
あきらの母親。煮っころがしが得意でいつも笑顔。プロレスラー体型の息子が嫌い。息子がしっかりしてきて本当に喜んでいる。

### 桃井家
桃井萬造（ももい まんぞう）
声 - 緒方賢一 / 演 - 佐藤正宏
菜々子の祖父（初出時69歳）。第1話から登場。胴囲129cm。科学者で本来は人間を縮小させる装置を開発中だった。装置に巻き込まれたあきらと菜々子を入れ替わらせた張本人。現在の事態を喜んでいる、孫娘以上に酷い性格。メタボ爆発な身体なので健康器具が部屋にいっぱい置いてあるが、あまり使っていない。入れ替えクンを修理する気はないが、椎名に対する下心で直そうとしたことがあるほか、息子夫妻から仕送りを止められると脅され、やむを得ず修理を行ったこともある。性格は破綻しているがハーバード大学の大学院卒である。
桃井憲司（ももい けんじ）
菜々子の父親で、萬造の息子。外交官。長い間海外赴任していたが、46話で妻と共に一時帰国し、あきらと菜々子の入れ替わりと現状を知り頭を抱える。顔がMr.スポックに似ている。生真面目な常識人で、自分の一時帰国中に萬造に「入れ替えクン」を修理させ、2人を元に戻させる約束をする。
桃井さおり（ももい さおり）
菜々子の母親。脳神経科医師。46話で夫と共に帰国する。あきらと菜々子の入れ替わりに対して、あまり動じている様子はない。

### その他の人物
占いのお姉さん
「おっぱい占い」の占い師。第6話から登場。眩いほどの爆乳。10分1000円で乳を揉んで占ってもらえる（揉まなくても占いが出ることもある）が、占い対象が女性の場合はお姉さんが対象者を揉む。占いの腕だけでなく呪いにも精通していたり惚れ薬まで売っている謎の人。普段はすっぴん+ジャージ+眼鏡姿。シスコンは嫌い。
椎名勝平（しいな かっぺい）
真琴より6歳上の兄。第15話から登場。日本体育学院大卒で、あきら達の保健体育の教師。行動パターンは小学生並。何よりも妹が大切。あきら（体は菜々子）が繰り出した女の武器「ごめんなさい♥」攻撃にノックアウトされ惚れる。生まれてから一度も恋をしたことない。よく妹に放置プレイされる。

### 人物以外で登場するもの
入れ替えクン
この物語の発端でありあきらの最終目標でもある。被験者が頭にかぶり、レバースイッチをONにすることで人を小さくできる。どういう訳か事故によりあきらと菜々子の人格が入れ替わった。その後、逆に人を大きくする機械も出てくるが、これもやはり事故で入れ替わりが発生するものである。
俺とアイツの×××（おれとあいつのペケみっつ）
委員長が描く同人誌。第25話から登場。一部に熱狂的ファンを持つ。オフィシャルサイトは「http://www.oretoaitsu.えーと」。裏表紙は薔薇の花。第2シーズンもあり。

## タイムチャート
隔月連載で実時間とストーリー上の季節が一致せず、番外編も多いため時間の流れがわかりにくい。ここでは各エピソードの時期を記載する。

### 高校入学前
- 中学2年の6月 - 9月

千本木と園美先輩の話（番外編『コミックブレイドZEBEL』vol.2）

### 高校1年生
- 4月

4月初旬 紅白まんじゅうの話（番外編 単行本2巻）
- 5月

5月下旬 あきらの片思い開始（やきそばパン）（第1話・回想）
- 6月

6月上旬 あきらが桃井に名前を覚えてもらった日（番外編『コミックブレイドZEBEL』Vol.4）
- 11月

11月上旬 - 中旬 入れ替わり事件（第1話）
11月上旬 - 下旬 椎名とあきら（中身は桃井）の交際開始（第5話）
11月下旬 あきら（体は菜々子）の上原家訪問（第7話）
11月下旬 あきらと菜々子の試験勉強（第8話）
- 12月

12月上旬 バイト開始（第9話）
- 1月

1月初旬 沖縄旅行（第10話）
1月上旬 - 下旬 菜々子（体はあきら）のおっぱい占い（第13話）
- 2月

2月12日 チョコレートパフェ（第14話）
2月14日 バレンタインデー（第14話）

### 高校2年生
- 4月

4月初旬 椎名勝平登場（第15話）
4月 - 5月上旬 球技大会（第18話）
4月下旬 - 5月中旬 いれかえクン修理未遂（第20話）
- 5月

5月上旬 - 中旬 あきらの体が学校で千本木を襲った日（第23話）
5月中旬 - 下旬 学園祭当日（第24話）
- 6月

6月1日 衣替え（第26話）
- 7月

7月14日 あきら（体は菜々子）と千本木の交際開始（第29話）
7月16日 仏滅デート（第30話）
7月中旬 おニューの勝負パンツ（第34話）
7月中 - 下旬 修学旅行編 - 1日目 出発前（第35話）
7月中 - 下旬 修学旅行編 - 1日目 札幌（第36話）
7月中 - 下旬 修学旅行編 - 2日目 小樽（第37話）
7月中 - 下旬 修学旅行編 - 2日目 北一硝子（第38話）
7月中 - 下旬 修学旅行編 - 3日目 定山渓温泉（第39話）
7月中 - 下旬 修学旅行編 - 3日目 暖簾の向こう（第40話）
7月中 - 下旬 修学旅行編 - 3日目 夜這いの章1（第41話）
7月中 - 下旬 修学旅行編 - 3日目 夜這いの章2（第42話）
7月中 - 下旬 修学旅行編 - 3日目 夜這いの章3（第43話）
7月中 - 下旬 終業式（第44話）
7月下旬 - 8月中旬 美羽の話（番外編『コミックブレイドZEBEL』Vol.3）
- 8月

8月上旬 花火大会（第45話）
8月上旬 菜々子（体はあきら）の両親登場（第46話）
8月上 - 中旬 最後の1週間（第47話）
6月 - 9月 椎名兄が菜々子（体はあきら）に闘いを挑む話（番外編『コミックブレイドZEBEL』Vol.6）
- 10月以降

10月 - 秋 千本木が上原家に遊びに行く話（番外編 ビジュアルガイドブック）
- 1月

1月上旬 同人誌の話がちんぷんかんぷんな話（コミックブレイド海賊本）
- 不明（高1の11月 - 冬 または 高2の冬）

あきらと萬造が入れ替わる話（番外編『コミックブレイドZEBEL』Vol.5）

### 7年後
入れ替えクンの修理が完了し、その後の4人の幸せが描かれる。千本木による修理の開始から7年後、「千本木が初めてあきらを押し倒して」から8年後であるが、作中で時間が飛んであきらと椎名の妊娠後の話となっており、こちらの時期は不明（番外編 最終話）。

## 単行本
雑誌掲載時の扉絵には「僕と彼女の×××」のタイトルロゴが書かれるが、単行本にはこのロゴは（表紙を含め）一切出て来ない。
- 第1巻「禁断のラブゲーム、始まる。」（2002年12月10日発売）ISBN 4901926241

第1話 - 第9話を収録
- 第2巻「それは友情？それとも愛情？」（2004年6月10日発売）ISBN 4861270464

第10話 - 第18話と番外編（『コミックブレイドMASAMUNE』2003年7月号）を収録
- 第3巻「もう、ただの親友同士には戻れない。」（2005年9月10日発売）ISBN 4861271932

第19話 - 第26話を収録
- 第4巻「越えてはいけない境界線……踏み越えました。」（2007年2月10日発売）ISBN 4861273579

第27話 - 第33話と番外編（『コミックブレイドZEBEL』Vol.2 2005年8月号）を収録
- 第5巻「すれ違う想いに、心いためて……。」（2008年3月28日発売）ISBN 4861274885

第34話 - 第41話と番外編（ビジュアルガイドブック・『コミックブレイドZEBEL』Vol.3 2006年4月号）を収録
- 第6巻「愛と悶絶の修学旅行編『夜這い』の章、最高潮!!?」（2009年3月10日発売）ISBN 4861276071

第42話 - 第47話と番外編（『コミックブレイドZEBEL』Vol.5 2006年12月号・『コミックブレイドZEBEL』Vol.6 2007年6月号）を収録
- 第7巻「人間、失格。」（2010年3月10日発売）ISBN 4861277183

第48話 - 第54話と番外編（『コミックブレイドZEBEL』Vol.4 2006年8月号臨時増刊）を収録
- 第8巻 通常版「皆さま、最終巻です。」（2011年10月15日発売）ISBN 4861279127
- 第8巻 限定版「皆さま、限定版です。」（2011年10月15日発売）ISBN 4861279003 ドラマCD収録

第55話 - 第62話を収録
- 番外編 通常版「皆さま、番外編です。」（2013年5月14日発売）ISBN 4800001579
- 番外編 限定版「皆さま、番外編の限定版です。」（2013年5月14日発売）ISBN 4800001188 初回限定版特典小冊子及び特別付録ミニドラマCD収録

WEBコミック Beat's掲載 番外編第1話 - 第7話を収録

## 番外編

### WEBコミック Beat's
2011年10月発売のコミック8巻にて本連載は完結したが、2012年6月より番外編がスタートした。

第1話と2話は同時公開、翌月に3話が公開されたが、以降は隔月の公開となった。
- 第1話 2012年6月25日公開 サブタイトル「俺とアイツの×××」
- 第2話 2012年6月25日公開
- 第3話 2012年7月25日公開
- 第4話 2012年9月25日公開
- 第5話 2012年11月25日公開
- 第6話 2013年01月25日公開
- 第7話 2013年03月25日公開 最終話

### コミックブレイド各誌
- 『コミックブレイドMASAMUNE』2003年7月号臨時増刊（2003年6月15日発売） 単行本2巻収録
- 『コミックブレイドZEBEL』Vol.2 2005年8月号臨時増刊（2005年7月19日発売）（巻頭カラー）単行本4巻収録
- 「僕と彼女の××× ビジュアルガイドブック」出張版（2005年10月14日発売） 単行本5巻収録 ISBN 486127205X
- コミックブレイド海賊本（2005年12月29日発売） 単行本未収録 ※2005年冬コミケと通販限定
同人誌の話がちんぷんかんぷんな話。1ページのみ。
- 『コミックブレイドZEBEL』Vol.3 2006年4月号臨時増刊（2006年3月17日発売） 単行本5巻収録
- 『コミックブレイドZEBEL』Vol.4 2006年8月号臨時増刊（2006年7月21日発売）[7]（センターカラー） 単行本7巻収録
- 『コミックブレイドZEBEL』Vol.5 2006年12月号臨時増刊（2006年11月20日発売） 単行本6巻収録
- 『コミックブレイドZEBEL』Vol.6 2007年6月号臨時増刊（2007年5月21日発売） 単行本6巻収録

## コミックi／コミックシーモア版
携帯電話（NTTドコモ・au・ソフトバンクモバイル）向けに提供されているデジタルコミック。単行本収録作品（2010年3月現在第47話まで+番外編）を見ることができる。一話あたり40ポイント（≒40円）必要。単行本の第6話と第24話はシーモア版ではそれぞれ2つに分割されているため、話数の数え方が異なる。基本的に原作を1コマずつ携帯電話のディスプレイに表示する。長方形のコマはスクロール表示したり、桃井が星城高校の生徒を殴り飛ばすシーンでは携帯電話がバイブ機能で震えるなどの演出がある。
2008年3月21日にはauのEZニュースフラッシュに「僕と彼女の×××無料お試し版」のPRが配信された。

## ドラマCD

### 月刊コミックブレイド オリジナルドラマCD BLADE EDITION
『月刊コミックブレイド』と『月刊コミックブレイドMASAMUNE』と『月刊コミックブレイドZEBEL』の3誌連動による読者全員応募サービス（2005年8・9号）として作成されたドラマCDに収録された作品の一つ。収録時間は約20分。
ストーリーは『月刊ステンシル』連載分のエピソード（単行本第1巻 第1 - 5話）から印象的なシーンを抽出し音声をつけた形である。あくまで読者サービスのような代物であるらしく、肝心の入れ替わる場面がないなど全く原作を知らない立場で聞いた場合は理解しづらい構成となっている。話が飛ぶ部分もあるが順序はほとんど入れ替わっていないので、単行本を読みながらCDを聴けば、一応筋は追えなくはない。お風呂デビューの時のセリフはちゃんと「僕のいくぢなし」になっている。

#### 他キャスト
- 男子生徒A：伊丸岡篤
- 男子生徒C：寺島拓篤
- 女子生徒：岡嶋妙

### コミックス第8巻限定版 ドラマCD
コミックス8巻発売時、通常のコミックとは別に限定版としてドラマCDを添付した版が発売された。

収録時間は約45分。
収録はコミック1巻から4巻32話までのストーリー4部構成と出演者のキャストコメントとなっている。
- トラック1：コミック1〜4巻29話
- トラック2：コミック4巻30話 仏滅デート（その1）
- トラック3：コミック4巻31話 仏滅デート（その2）
- トラック4：コミック4巻32話 初体験
- トラック5：キャストコメント

#### 出演者
主要人物4人の出演者は2005年版と同じ。

### 番外編コミックス限定版 ドラマCD
番外編コミック発売時、通常のコミックとは別に限定版としてドラマCDを添付した版が発売された。

収録時間は約35分。
収録は番外編コミック1話から3話までのストーリー3部構成と出演者のキャストコメントとなっている。
- トラック1：番外編コミック1話
- トラック2：番外編コミック2話
- トラック3：番外編コミック3話
- トラック4：キャストコメント

#### 他キャスト
- 佐藤あずさ
- 高橋未奈美
- 徳本英一郎
- 高橋伸也

## 実写版
2005年10月5日から8日にシネクイント渋谷にて単館上映、数回に分けてYahoo!Japanで有料配信された後に2006年4月21日にDVDとして発売された。全7話。
基本的な登場人物は原作に準じているが、実写ドラマでありながらCGを駆使し、よりコミックタッチなデフォルメ表現を多用するなど原作とずいぶん印象が異なる作りになっている。ストーリーも原作に準じているのは2人が入れ替わった直後の騒動までで、その後は大きくオリジナル展開になっている。監督は、『ekiden』『あかね空』などの浜本正機、脚本は『花より男子』で知られるサタケミキオ。主題歌は、オープニング「HONEY'S DATE」（なっちゃんPEAK）、エンディング「いつまでも二人で」NAO。製作：セガ、マッグガーデン、ミコット・エンド・バサラ。
関連リンク : 高橋真唯、鈴木あきえ『僕と彼女の×××』完成披露記者発表会
実写版オリジナルキャラ
- 沢渡（組長）：阿南健治
- めがね君：加藤諒
- 理事長：久保晶
- 農夫：藤木勇人
- メイド喫茶店長：山田伊久磨
- 現場監督：諏訪太朗
- 沖縄ホテル支配人：田鍋謙一郎
- 与那城礼子：比嘉愛未
- ハートガールズ：水田芙美子、中村知世、今堀有希
- 高校生：三上真史
- プールの客：伊藤高史

スタッフ
- 監督：浜本正機
- 企画：梅村宗宏
- エグゼクティブプロデューサー：梅村宗宏、保坂嘉弘、三宅澄二
- 脚本：サタケミキオ
- 音楽：野崎美波
- プロデューサー：山国秀幸、松岡周作